# Дніпровські вогні

«Дніпровські вогні» — газета Вільнянського району Запорізької області.
Видається з березня 1933 року.
Мова — українська.
Первинна назва газети — «Зоря комуни».
Станом на 2012 рік наклад газети становить 5020 примірників. Виходить двічі на тиждень — у середу і суботу. Газета має передплатний індекс 61506.
Газета перереєстрована 23 липня 1998 року, реєстраційне свідоцтво серії 33 № 289 видане Головним управлінням юстиції у Запорізькій області. Засновники газети — Вільнянська районна рада та колектив редакції.
Станом на березень 2016 р. вийшло друком 10420 чисел газети.
«Дніпровські вогні» — одне з найстаріших офіційних видань Запорізької області. А започаткував його перший номер газети тільки-но створеної машинно-тракторної станції, яка обслуговувала сільськогосподарські комуни на території сучасного Вільнянського району. То був березень 1933 року. Згодом газета отримала свою першу назву «Зоря комуни», яка проіснувала аж до початку 60-х років.
Ще одна пам'ятна дата — 1962 рік, коли замість «Зорі комуни» світ побачив перший примірник «Дніпровських вогнів»
У 2025 році під час російсько-української війни газета призупинила свою діяльність. Причина — відсутність достатніх коштів. Останнім, станом на червень 2025 р., є № 26 (11168) газети «Дніпровські вогні» від 26 червня 2025 року.